# 三门站
三门站是京广铁路上的一座车站。车站位于湖南省渌口区洲坪乡，始建于1933年。车站为四等站，现已不办理客运业务，办理货物到发。